# ذباب الحبوب
ذباب الحبوب (الاسم العلمي: Opomyzoidea)، فصيلة عليا من الذباب وتنتمي إلى عديمات القلنسوة.